# Jochen Greiner
Jochen Greiner (* 20. März 1959 in Berlin) ist ein deutscher Astrophysiker, der sich mit Gammastrahlen-Astronomie  und speziell mit Gammablitzen (GRB) befasst.

## Leben und Werke
Greiner studierte nach Reifeprüfung 1977 und Wehrdienst ab 1979 an der Universität Leipzig Physik mit dem Diplom in Quantenfeldtheorie 1984. Er wurde 1988 am Institut für Kosmosforschung in Berlin-Adlershof promoviert, an dem er seit 1984 wissenschaftlicher Mitarbeiter war. Schon damals befasste er sich mit GRB im optischen Spektralbereich bzw. Röntgenbereich. Thema der Dissertation war die räumliche Verteilung von alten Neutronensternen in der Galaxie mit Anwendung auf GRB-Quellen.
Greiner war von 1990 bis 1996 am Max-Planck-Institut für extraterrestrische Physik (MPE) in Garching, wo er Daten von Comptel des Compton-Satelliten und von ROSAT auswertete. Von 1997 bis 2001 war er am Astrophysikalischen Institut in Potsdam und danach wieder am MPE. Seit 2004 leitet er dort die Gammastrahlengruppe. Er lehrt außerdem an der Technischen Universität München, an der er sich 1998 habilitiert hatte (über kosmische Gamma-Röntgenquellen mit kurzzeitiger Variabilität).
Er ist einer der leitenden Wissenschaftler am Burst Monitor des Fermi Gamma-ray Space Telescope.
Er entwickelte auch den GROND (Gamma-Ray Burst Optical/Near-Infrared Detector) am MPG/ESO-2,2-m-Teleskop des La-Silla-Observatoriums zur Beobachtung des Nachleuchtens von Gammablitzen im Optischen/Infraroten. Damit gelang im April 2009 auch die Entfernungsbestimmung des zuerst vom Swift-Satelliten entdeckten bisher am weitesten entfernten Gammablitzes GRB 090423 (Abstand über 13 Milliarden Lichtjahre, Rotverschiebung etwa 8). GROND ist automatisch mit Swift gekoppelt. Er ist seit Mitte 2007 aktiv. Von der Erde aus sollten Rotverschiebungen bis etwa 13 beobachtet werden können (man hofft aufgrund des Alters des Universums von 13,6 Milliarden Jahren aus der ersten Sterngeneration Gammablitze bis etwa Rotverschiebungen von 25 bis 30 entdecken zu können, wozu aber neue Satellitenteleskope notwendig sind).
Er befasst sich auch mit Superweiche Röntgenquellen (möglichen Supernova Vorläufern) und transienten Röntgenquellen wie Mikroquasaren, zum Beispiel GRS 1915+105, einem Mikroquasar in unserer Galaxie, bestehend aus einem Schwarzen Loch mit Akkretionsscheibe und Jet, der Masse von einem Begleitstern absaugt. Das  Schwarze Loch, das zuerst 1994 entdeckt wurde und in rund 40000 Lichtjahren Entfernung ist, ist ungewöhnlich massiv (rund 14 Sonnenmassen) und das bisher schwerste sternähnliche Schwarze Loch in unserer Galaxie.

## Schriften (Auswahl)
- mit Dieter Hartmann, Sylvio Klose: Gamma-Ray Bursts. Kurzzeitig am Himmel aufleuchtende intensive Gammastrahlungsquellen sind ein aktueller Forschungsschwerpunkt der relativistischen Astrophysik. In: Physikalische Blätter. Band 57, 2001, S. 47–52, ISSN 1617-9439 (onlinelibrary.wiley.com).
- mit Dieter Hartmann, Sylvio Klose: Kosmische Gammastrahlenausbrüche, Teil 1,2. In: Sterne und Weltraum. Heft 3 und 4/5, 2001 ISSN 0039-1263.